# Raon-lès-Leau
Raon-lès-Leau è un comune francese di 42 abitanti situato nel dipartimento della Meurthe e Mosella nella regione del Grand Est.

## Origini del nome
Il toponimo rawon designava il villaggio medievale, alla confluenza o ra (v) on delle acque dei torrenti Godiots, Réquival e dell’alta valle del Plaine. In lingua gallica, questo termine significherebbe “le acque che si raccolgono”, ma anche un “passaggio sorvegliato”, vale a dire qui un “guado” che in epoche successive comporterà il pagamento di un pedaggio. Il villaggio medievale che univa le due comunità situate su entrambi i lati del fiume fu quindi base per lo sfruttamento delle vaste foreste e dei pascoli ad ovest del monte Donon.

## Storia

### Simboli
La traversa ondata simbolizza il corso del Plaine e la cotissa il guado ed è dorata ad indicare che bisognava pagare un pedaggio per attraversare il fiume. I due salmoni ricordano che Raon faceva parte della contea di Salm. Un bisante rappresenta il formaggio e l'altro la macina da mulino, tipici del paese. La presenza del pastorale ricorda che Raon fu un possedimento dell'abbazia benedettina di Saint Sauveur.

## Società

### Evoluzione demografica
Abitanti censiti